# سیارک ۱۰۸۶۱
سیارک ۱۰۸۶۱ (به انگلیسی: 10861 Ciske، نامگذاری:1995MG1) ده هزار و هشتصد و شصت و یکمین سیارک کشف شده‌است که در ۲۲ ژوئن ۱۹۹۵ کشف شد.
قدر مطلق سیارک برابر ۲۶.۹ است.